# 庾曼倩
庾 曼倩（ゆ まんせい、生没年不詳）は、南朝梁の官僚・学者。字は世華。本貫は南陽郡新野県。

## 経歴
庾詵の子として生まれた。湘東王蕭繹が荊州刺史となると、曼倩は主簿として召し出され、中録事に転じた。後に諮議参軍に転じた。著書に『喪服儀』・『文字体例』・『荘老義疏』・『算経注』・『七曜暦術』があった。
子に庾季才があった。

## 伝記資料
- 『梁書』巻51 列伝第45
- 『南史』巻76 列伝第66